# Antonio Djakovic
Antonio Djakovic (Frauenfeld, 8 de octubre de 2002) es un militar y deportista suizo que compite en natación.
Ganó una medalla de  en el Campeonato Mundial de Natación en Piscina Corta de 2021 y cuatro medallas en el Campeonato Europeo de Natación, en los años 2022 y 2024.
Participó en los Juegos Olímpicos de Tokio 2020, ocupando el sexto lugar en la prueba de 4 × 200 m libre.

## Palmarés internacional
| Campeonato Mundial en Piscina Corta | Campeonato Mundial en Piscina Corta | Campeonato Mundial en Piscina Corta | Campeonato Mundial en Piscina Corta |
| Año                                 | Lugar                               | Medalla                             | Prueba                              |
| ----------------------------------- | ----------------------------------- | ----------------------------------- | ----------------------------------- |
| 2021                                | Abu Dabi (EAU)                      | Medalla de bronce                   | 400 m libre                         |
| Campeonato Europeo                  |                                     |                                     |                                     |
| Año                                 | Lugar                               | Medalla                             | Prueba                              |
| 2022                                | Roma (Italia)                       | Medalla de plata                    | 200 m libre                         |
| 2022                                | Roma (Italia)                       | Medalla de plata                    | 400 m libre                         |
| 2024                                | Belgrado (Serbia)                   | Medalla de bronce                   | 200 m libre                         |
| 2024                                | Belgrado (Serbia)                   | Medalla de bronce                   | 400 m libre                         |